# Verbandsliga 1919-1920
L'edizione 1919-20 della Verbandsliga vide la vittoria finale del Norimberga.
Capocannoniere del torneo furono Viktor Hierländer, Leonhard Seiderer (entrambi militanti nell'SpVgg Fürth) e Heinrich Träg (Norimberga), con 4 reti.

## Partecipanti
| Squadra                     | qualificata come                                        |
| FC Titania Stettino         | In rappresentanza del Baltischen Rasensport-Verbandes   |
| Vereinigte Breslauer Spfr.  | Campione del Südostdeutschen Fußballverbands            |
| SC Union 06 Oberschöneweide | Campione del Verbandes Brandenburger Ballspielvereine   |
| VfB Lipsia                  | Campione del Verbandes Mitteldeutscher Ballspielvereine |
| SV Arminia Hannover         | Campione del Norddeutschen Fußballverbandes             |
| VfTuR Mönchengladbach       | Campione del Westdeutschen Spielverbandes               |
| Norimberga                  | Campione del Verbandes Süddeutscher Fußballvereine      |
| SpVgg Fürth                 | Detentore del titolo                                    |

## Fase finale

### Quarti di finale
| Vereinigte Breslauer Spfr. | 3 – 2 | SC Union 06 Oberschöneweide |

| SpVgg Fürth | 7 – 0 | VfTuR Mönchengladbach |

| SV Arminia Hannover | 1 – 2 dts | FC Titania Stettino |

| VfB Lipsia | 0 – 2 | Norimberga |

### Semifinali
| Vereinigte Breslauer Spfr. | 0 – 4 | SpVgg Fürth |

| FC Titania Stettino | 0 – 3 | Norimberga |

### Finale
| Norimberga | 2 – 0 | SpVgg Fürth |

## Verdetti
- 1. FC Norimberga campione della Repubblica di Weimar 1919-20.